# Jassargus cordiger
Jassargus cordiger är en insektsart som beskrevs av Ribaut 1936. Jassargus cordiger ingår i släktet Jassargus och familjen dvärgstritar. Inga underarter finns listade i Catalogue of Life.